# Apocalyze
Apocalyze es el nombre que recibe el tercer disco de estudio del grupo japonés de metalcore/trancecore Crossfaith. Es el primero que editan a nivel mundial y fue grabado en los  Machine Shop Studios de Nueva York a cargo de Machine (Lamb Of God, Every Time I Die, Four Year Strong) durante el mes de enero de 2013. Machine ya había colaborado anteriormente durante la grabación del trabajo anterior Zion. Anteriormente al lanzamiento publicaron dos adelantos en forma de videoclip, "We Are The Future" y "Eclipse".

## Estilo musical
En este disco cabe destacar una notable variación entre estilos como el metalcore, metal industrial y a cierta medida nu metal y rapcore con destacados toques de música electrónica, en especial dubstep y trance. Como de costumbre, todas las letras están escritas enteramente en Inglés.

## Lista de canciones
| N.º | Título                               | Duración |  |
| 1.  | «Prelude»                            | 0:28     |  |
| 2.  | «We Are the Future»                  | 3:31     |  |
| 3.  | «Hounds of the Apocalypse»           | 3:30     |  |
| 4.  | «Eclipse»                            | 3:40     |  |
| 5.  | «The Evolution»                      | 3:43     |  |
| 6.  | «Scarlett»                           | 3:52     |  |
| 7.  | «Gala Hala (Burn Down the Floor)»    | 4:28     |  |
| 8.  | «Countdown to Hell»                  | 3:53     |  |
| 9.  | «Deathwish»                          | 3:59     |  |
| 10. | «Counting Stars»                     | 4:31     |  |
| 11. | «Burning White»                      | 3:58     |  |
| 12. | «Only the Wise Can Control Our Eyes» | 3:37     |  |

| Edición de lujo |                    |          |  |
| N.º             | Título             | Duración |  |
| 13.             | «Not Alone»        | 3:47     |  |
| 14.             | «Against the Wave» | 4:01     |  |
| 15.             | «Outbreak»         | 2:45     |  |

## Formación
- Takemura Kazuki – Guitarras
- Koie Kenta – Voz
- Ikegawa Hiroki – Bajo
- Amano Tatsuy – Batería
- Tamano Terufumi - Electrónica, teclados y programación
- Machine - Productor